# Sułtanowka
Sułtanowka (ros. Султа́новка, baszk. Солтан) – wieś (ros. деревня, trb. dieriewnia) w Baszkirii w rejonie dawlekanowskim. 1 stycznia 2009 roku wieś zamieszkiwało 17 osób, z których 65% stanowili Tatarzy.